# Aurore Sand
Pour les articles homonymes, voir Sand.
Aurore Sand ou Aurore Lauth-Sand, née Aurore Dudevant le 10 janvier 1866 à Nohant-Vic où elle est morte le 15 septembre 1961, est une femme de lettres et peintre française. Elle est la petite-fille de George Sand et a consacré une grande partie de sa vie à préserver et à promouvoir l'héritage littéraire et culturel de sa grand-mère.

## Biographie
Aurore Jeanne Claudine Dudevant, née le 10 janvier 1866 au château de Nohant, est la fille de Jean François Maurice Arnault Dudevant, dit Maurice Sand (1823-1889) et de Marceline Claudine Augustine Calamatta (1842-1901), et la petite-fille de la romancière George Sand.
Elle a une sœur cadette, Gabrielle. Baptisée protestante à l'âge de quatre ans, son parrain était le Prince Jérôme Napoléon et sa marraine, George Sand elle-même. Surnommée "Lolo", Aurore a passé une enfance heureuse entre Nohant et Paris, choyée par sa grand-mère.
Elle épouse le peintre Charles Frédéric Lauth (1865-1922), directeur honoraire de la Manufacture de Sèvres, le 16 novembre 1889 à la mairie du 16e arrondissement de Paris. Le couple n'aura pas d'enfants.
Passionnée par les sciences occultes, Aurore ouvre un cabinet de consultations psychologiques et astrologiques à Paris. Elle est également à l'initiative d'ateliers d'éducation physique avec le baron Pierre de Coubertin au début du XXe siècle. À la mort de sa sœur Gabrielle en 1909, elle devient propriétaire du château de Nohant.
Après la mort de son mari en 1922, elle partage sa vie avec le peintre espagnol Vincente Santaolaria. Connue sous le pseudonyme de Claudio Padilla, Aurore expose des peintures inspirées des paysages d'Espagne au Salon des indépendants et au Salon des orientalistes.
Elle s'essaie à la littérature et publie plusieurs ouvrages et des livrets sur Nohant et George Sand. Dotée d'une vive intelligence et d'une personnalité originale, elle compte parmi ses amis des personnalités telles qu'André Maurois, le diplomate Paul Boncour, le poète Jean de Boschère, et la Marquise Elisabeth d'Ennetières.
Elle publie en 1926 le Journal intime de George Sand, datant de 1834 à 1841, que Georges Lubin rassemblera plus tard dans la collection de La Pléiade, sous le titre Œuvres autobiographiques de George Sand.
Pendant la Seconde Guerre mondiale, Aurore Sand joue un rôle actif en accueillant des réfugiés et en cachant des résistants à Nohant.
Aurore Sand consacre sa vie à la préservation de l'œuvre et de la mémoire de sa grand-mère. Elle organise de nombreuses manifestations et travaille pour que le patrimoine familial soit reconnu et préservé. 
Elle fait deux grandes donations d’objets et de souvenirs en 1923, à la Bibliothèque Historique de la Ville de Paris et au Musée Carnavalet. Dessins, portraits et autres bijoux sont aujourd’hui exposés au Musée de la vie romantique à Paris. En 1952, elle modifie le legs de sa sœur Gabrielle en faveur de l'État, devenant ainsi la première guide du château de George Sand. Le domaine de Nohant, aujourd'hui ouvert aux visiteurs, est géré par le Centre des monuments nationaux.
Aurore Lauth-Sand meurt le 15 septembre 1961 à Nohant-Vic. Elle est inhumée dans le cimetière du château aux côtés des membres de sa famille, dont sa grand-mère George Sand.

## Œuvres principales
- Encarnacion, 1923
- La Vie commande, 1926
- Pour remettre à Franck, 1927
- Le Berry de George Sand, 1927
- Certain général Bonaparte, comédie en un acte, co-auteur avec Maxime Léry, 1949

## Distinctions
- Chevalier de la Légion d'honneur, décret du 29 janvier 1927[11]
- Officier de la Légion d'honneur, décret du 6 septembre 1954[12]